# Gheorgheni
Gheorgheni (in ungherese Gyergyószentmiklós , in tedesco Niklasmarkt) è un municipio della Romania di 19 705 abitanti, ubicato nel distretto di Harghita, nella regione storica della Transilvania.
Fanno parte dell'area amministrativa anche le località di Covacipeter, Lacu Roșu, Vargatac e Visafolio.
La maggioranza della popolazione (oltre l'85%) è di etnia Székely.
Menzionata per la prima volta in un documento del 1332, la città ha fatto parte del Regno d'Ungheria e poi dell'Impero austro-ungarico, venendo riunita alla Romania con il processo di aggregazione della Transilvania completato con l'atto del 1º dicembre 1918.
Nei pressi di Gheorgheni si trovano due interessanti siti naturali: il Lago Rosso (Lacu Roșu), un bacino montano naturale, e le Gole di Bicaz (Cheile Bicazului), uno stretto canyon formato dal fiume Bicaz che fa da confine tra il distretto di Harghita e quello di Neamț.

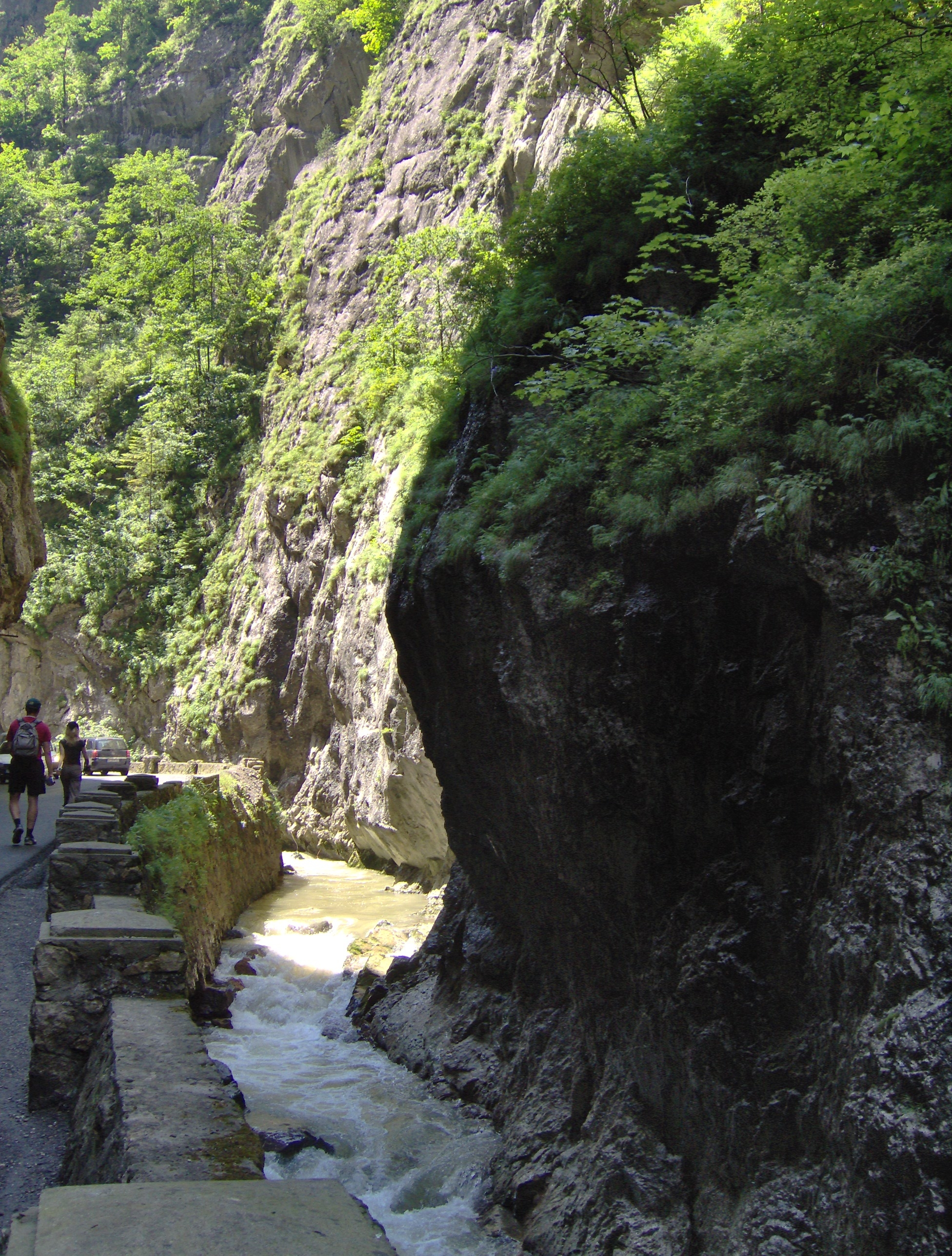
Le Gole di Bicaz
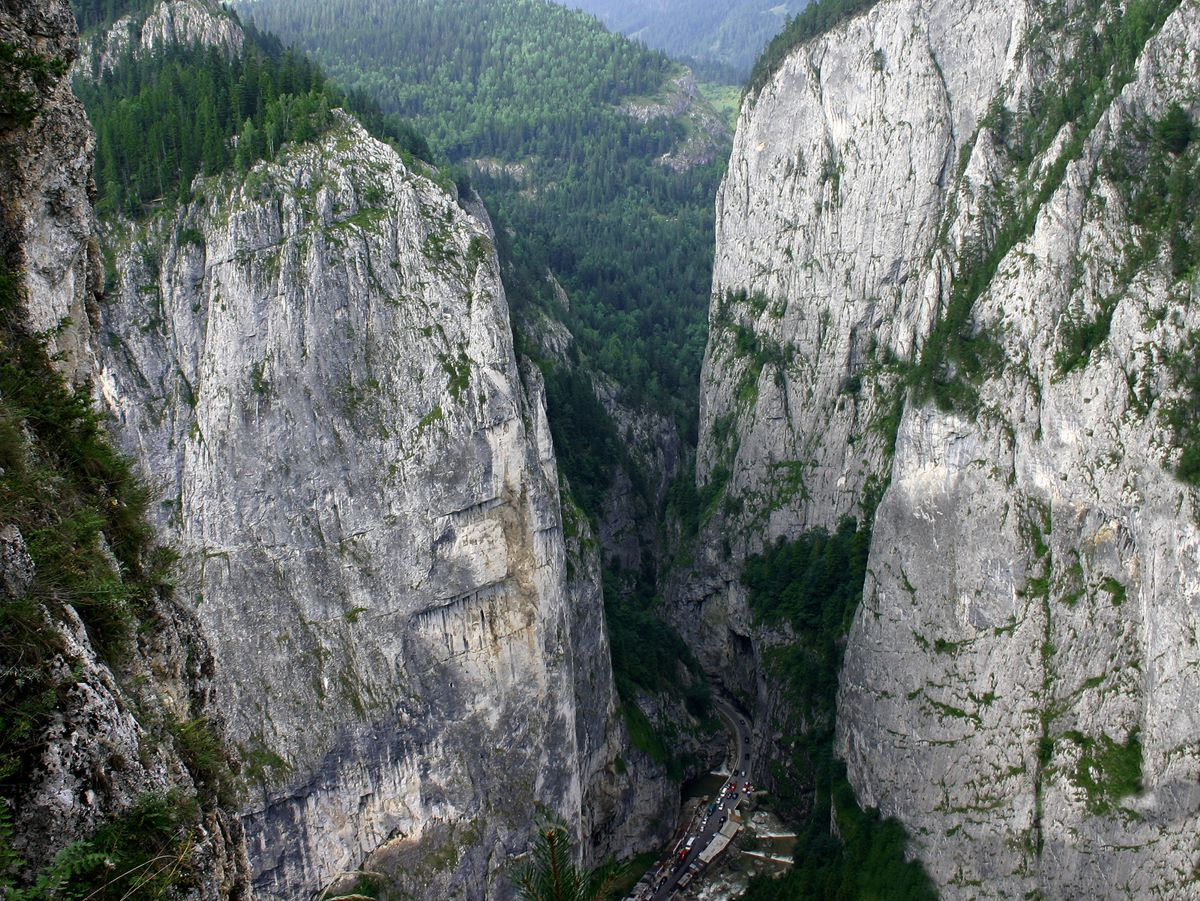
Vista della Gola di Bicaz Maggiore dal "Sasso di Maria"